# União civil
| Homossexualidade ilegal:                                                                 |
| Pena de morte                                                                            |
| Prisão; pena de morte não posta em prática                                               |
| Morte sob milícias                                                                       |
| Prisão, com encarceramento ou detenção                                                   |
| Prisão, mas não posto em prática1                                                        |
| Homossexualidade legal:                                                                  |
| Casamento igualitário                                                                    |
| Reconhecimento de casamentos feitos em outras jurisdições                                |
| Reconhecimento limitado (de residentes estrangeiros)                                     |
| Sem reconhecimento legal, mas algumas instituições oferecem certificação não vinculativa |
| Reconhecimento de uniões:                                                                |
| União civil                                                                              |
| Coabitação não registrada                                                                |
| Nenhum                                                                                   |
| Restrições à liberdade de expressão                                                      |

A união civil(pt-BR), também chamada de parceria civil(pt-BR), parceria registada(pt-BR) ou união de facto(pt-PT), é uma forma de parceria não-religiosa sancionada pelo Estado que é semelhante ao casamento. A união civil pode ser utilizada por alguns casais por razões pessoais, culturais, ideológicas, religiosas ou legais.
Em várias jurisdições as uniões civis para casais do mesmo sexo foram substituídas pelo casamento homossexual. Atualmente, as uniões civis estão sendo utilizadas como um primeiro passo para o reconhecimento governamental das relações entre pessoas do mesmo sexo, mas em alguns países esse tipo de parceria civil já existia antes dessa pressão sócio-política.[carece de fontes?]
As uniões entre homens, entre mulheres ou entre transexuais, independentemente da orientação sexual dos parceiros, foram e ainda são consideradas um tabu para grande parte das sociedades, em particular aquelas com fortes tabus religiosos derivados de costumes sociais patriarcais, como o mundo ocidental e as sociedades influenciadas por ele. No entanto, nas últimas décadas as uniões homossexuais estão se tornando cada vez menos uma razão para pânico moral, mesmo em sociedades em que as religiões exercem influência penetrante, além de esses relacionamentos estarem sendo considerados legítimos e dignos das mesmas proteções legais dadas aos casais heterossexuais.
Começando com a Dinamarca em 1989, as uniões civis passaram a ser estabelecidas por lei em vários países, principalmente nos desenvolvidos, com o objetivo de proporcionar o reconhecimento legal das relações formadas por casais do mesmo sexo e proporcionar-lhes direitos, benefícios, incentivos fiscais e responsabilidades semelhantes ou idênticas aos dos casais legalmente casados. Na Nova Zelândia, Uruguai, Equador, França e nos estados norte-americanos do Colorado, Havaí e Illinois, as uniões civis também estão abertas para casais heterossexuais; no Brasil, tais entidades familiares formam um tipo diferente de casamento civil e foram criadas a princípio para casais formados por pessoas de sexo oposto em 2002, mas depois se expandiu para incluir também as uniões homossexuais através de uma decisão judicial, nove anos depois.

## Terminologia
Os termos usados para designar uniões legalmente reconhecidas entre pessoas do mesmo sexo não são padronizados e variam largamente de país para país. Relações sancionadas pelo governo que podem ser similares ou equivalentes a uniões civis incluem parcerias civis, parcerias domésticas, uniões de fato, uniões estáveis, pactos civis de solidariedade.[carece de fontes?]
O nível exato de direitos, benefícios, obrigações e responsabilidades também varia, dependendo das leis de cada país. Algumas jurisdições permitem que casais de pessoas do mesmo sexo adotem, enquanto outros os proíbem de fazê-lo ou somente permitem a adoção em circunstâncias específicas.[carece de fontes?]